# Draadvinijskabeljauwen
Draadvinijskabeljauwen (Eleginopsidae) zijn een familie van straalvinnige vissen uit de orde van baarsachtigen (Perciformes).

## Geslacht
- Eleginops T. N. Gill, 1862